# Pierzchnia
Pierzchnia – wieś sołecka w Polsce położona w województwie mazowieckim, w powiecie białobrzeskim, w gminie Stara Błotnica. Przez wieś przepływa rzeka Pierzchnianka prawy dopływ rzeki Pilicy.
| SIMC    | Nazwa     | Rodzaj    |
| ------- | --------- | --------- |
| 0638211 | Cupel     | część wsi |
| 0638228 | Kresy     | część wsi |
| 0638234 | Nowa Wieś | część wsi |
| 0638240 | Praga     | część wsi |
| 0638257 | Zamłynie  | część wsi |

W latach 1975–1998 miejscowość administracyjnie należała do województwa radomskiego.
Wierni Kościoła rzymskokatolickiego należą do parafii Zwiastowania Najświętszej Maryi Panny w Jasionnej.